# Asociación Universitaria Iberoamericana de Postgrado
La Asociación Universitaria Iberoamericana de Postgrado, bajo el acrónimo de AUIP, es una organización internacional no gubernamental, reconocida por la UNESCO, cuyo objetivo es el fomento y desarrollo de los estudios de postgrado y doctorado en Iberoamérica. En la actualidad está conformada por más de 236 universidades, centros e institutos de investigación de España, Portugal, Latinoamérica y el Caribe. Se trata de una organización privada sin ánimo de lucro, financiada a través de las instituciones que conforman la asociación, así como de subvenciones de los gobiernos autonómicos españoles de Andalucía, Castilla y León y Extremadura.
La sede principal y domicilio social de la asociación se encuentra en Salamanca, por lo que se encuentra sujeta a la legislación española, si bien posee direcciones regionales en diversas universidades de Argentina, Brasil, Colombia, Cuba, Ecuador, España, México, Perú y República Dominicana.
Encontrándose entre sus objetivos el fomento de la investigación, desde el año 2011 hasta 2016 ha financiado y apoyado la creación de unas cuarenta redes de investigadores iberoamericanos de diversos ámbitos científicos. Además, en 2015 concedió unas 600 becas para la matriculación en másteres oficiales y doctorados, así como de movilidad académica.

## Historia
Su fundación data de 1987 en el marco de la OEI, bajo el nombre de Universidad Iberoamericana de Postgrado (UIP), adoptándose la presente denominación en 1994. Los estatutos fundacionales fueron formalmente firmados en el contexto de la primera reunión del Consejo Superior Universitario de San Juan de Puerto Rico, celebrada del 28 al 31 de octubre de 1987, donde también fueron aprobados los cargos institucionales iniciales. El primer presidente fue Julio Fermoso García, por entonces rector de la Universidad de Salamanca, siendo nombrado rector ad honorem de la UIP Miguel Ángel Escotet, uno de los principales promotores de la asociación y que permanecería en el cargo hasta 1991 (EducaAcción, 1987).
La sede provisional se instaló en 1988 en el ala este de la Plaza Mayor de Salamanca mientras que finalizaron las obras en la Torre de Abrantes (El Adelanto, 1988). Este Palacio de Abrantes situado en la calle San Pablo de la capital salmantina, fue sede de la AUIP hasta 2006, cuando la Universidad de Salamanca devolvió la cesión del edificio a su propietario, el Ayuntamiento, trasladando las instituciones que ocupaban la torre (junto a la AUIP, el Instituto de Iberoamérica) a la Hospedería Fonseca (El Adelanto, 2011).
Los actuales estatutos fueron aprobados en Sevilla el 3 de mayo de 2007.